# Томчо Станев
Томчо Станев Томчев е български лекар и общественик.

## Биография
Роден е през 1887 г. в Оряхово. Завършва гимназия в Габрово, а след това учи медицина в Женева. Участва в Балканската, Междусъюзническата и Първата световна война. През 1924 г. завършва Медицинския факултет на Софийския университет. Специализира санитарна администрация и училищна хигиена в Харвардския университет, САЩ. Работи като инспектор по училищна и детска хигиена в Главната дирекция на Министерство на вътрешните работи и народното здраве. Основава болници за умствено недоразвити и за болни от туберкулоза деца, училища на открито, зъболекарски служби в училищата. През 1934 г. е командирован в Нидерландия и Полша за проучване на службите по училищна хигиена. В периода 1935 – 1940 г. е областен лекар във Враца. От 1941 до 1944 г. завежда службата по училищна хигиена в Института за народно здраве, а в периода 1945 – 1958 г. е заводски лекар в ДКЗ „Георги Димитров“ в София. Създател и директор е на вечерното училище за промишлени санитари „Роза Г. Димитрова“ (1947 – 1955).
Автор на статии, реферати, брошури и др. Награден с почетния знак „Голям кръст“ на Българския червен кръст, „Народен орден на труда“ – сребърен, ордени „За храброст“ за участието му в Балканските и Първата световна война и други отличия. Умира през 1974 г. Личният му архив се съхранява във фонд 1447К в Държавен архив – София. Той се състои от 68 архивни единици от периода 1928 – 1971 г.